# Organização Internacional de Mulheres Sionistas
A Organização Internacional de Mulheres Sionistas (WIZO; em hebraico: ויצו; romaniz.: Vitzo) é uma organização não-governamental voluntária dedicada ao bem-estar social em todos os setores da sociedade israelense, ao avanço do status das mulheres e da educação judaica em Israel e na Diáspora.

## História

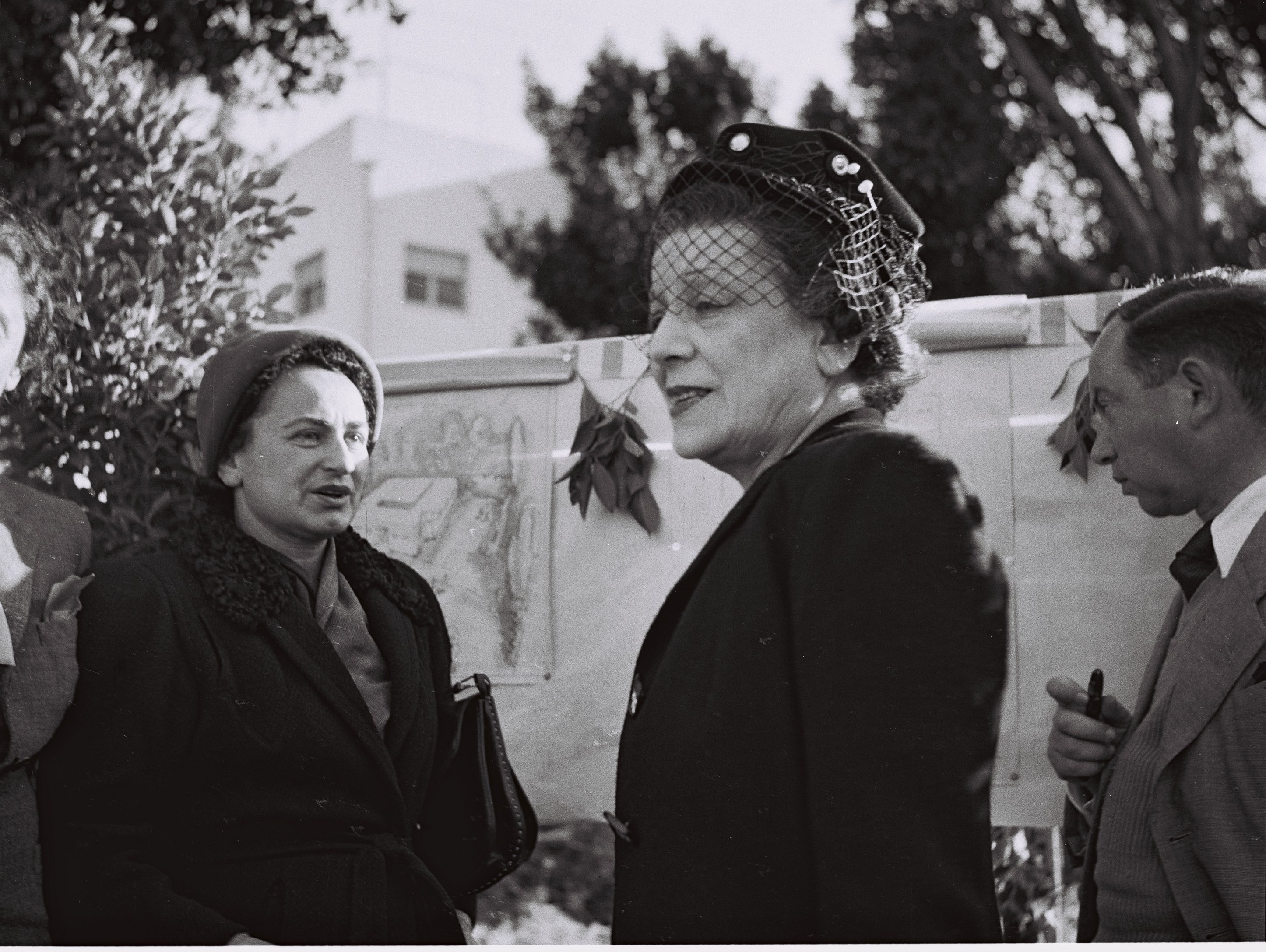
Vera Weizman visitando uma creche da WIZO em Rehovot em 1946

A WIZO foi fundada na Inglaterra em 7 de julho de 1920 por Rebecca Sieff, Vera Weizmann (esposa do primeiro presidente de Israel, Chaim Weizmann), Edith Eder, Romana Goodman e Henrietta Irwell para fornecer serviços comunitários aos moradores do Mandato Britânico da Palestina. Entre os primeiros projetos de assistência social da WIZO no Mandato da Palestina estavam o estabelecimento de clínicas Tipat Halav de puericultura e centros de distribuição de roupas, muitos dos quais ainda estão em operação na atualidade. A WIZO abriu a primeira creche do país em Tel Aviv em 1927.
A WIZO abriu filiais por toda a Europa, como a administrada por Julia Batino na Macedônia, mas muitas foram fechadas após a ocupação nazista e o Holocausto. As filiais na América Latina continuaram a operar durante a guerra.
Em 1949, após o estabelecimento do Estado de Israel, a WIZO mudou sua sede para Israel e Sieff tornou-se presidente da WIZO mundial. Após sua morte em 1966, foi substituída por Rosa Ginossar, que ocupava a presidência em exercício desde 1963. Outros ex-presidentes incluem Raya Jaglom e Michal Har'el, ex-Miss Israel e esposa do político israelense Yitzhak Moda'i.
Em 1975, durante a Conferência Mundial sobre as Mulheres realizada no México, Evelyn Sommer (presidente da WIZO) e Ilana Ben Ami (presidente da WIZO Israel) tentaram negociar com o presidente mexicano Luis Echeverría para dissuadi-lo de condenar o sionismo como racismo. Apesar das promessas de Echeverría, a Assembleia Geral da ONU adotou a Resolução 3379 condenando o sionismo, por iniciativa dos países árabes e com o apoio dos países do Movimento Não Alinhado e do bloco soviético. Ela foi revogada 20 anos depois, por meio da Resolução 46/86.
Em 2008, a WIZO, juntamente com outras duas organizações femininas, recebeu o Prêmio Israel por suas realizações ao longo da existência e por sua contribuição especial para a sociedade e para o Estado de Israel. 

## Atividade política em Israel
A WIZO formou um partido e concorreu ao Knesset nas primeiras eleições de Israel em 1949, recebendo 1,2% dos votos. Ganhou uma cadeira e foi representada por Rachel Cohen-Kagan, sua então presidente. Cohen-Kagan concorreu mais tarde às eleições para o quinto Knesset como membro do Partido Liberal (embora fosse membro do grupo que se separou para formar os Liberais Independentes).

## Hoje

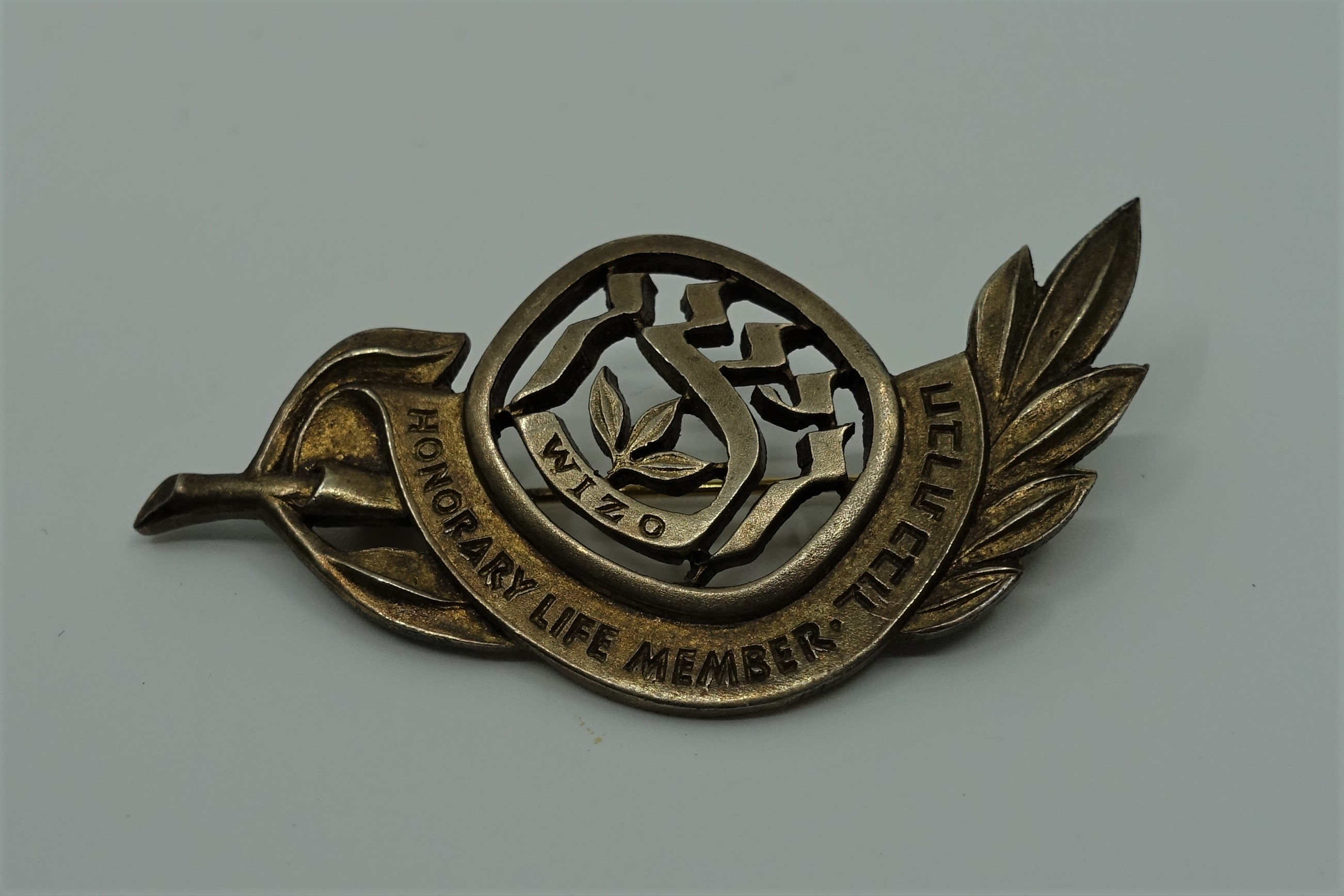
Distintivo de honra da WIZO pertencente a Betty Halff-Epstein, na coleção do Museu Judaico da Suíça

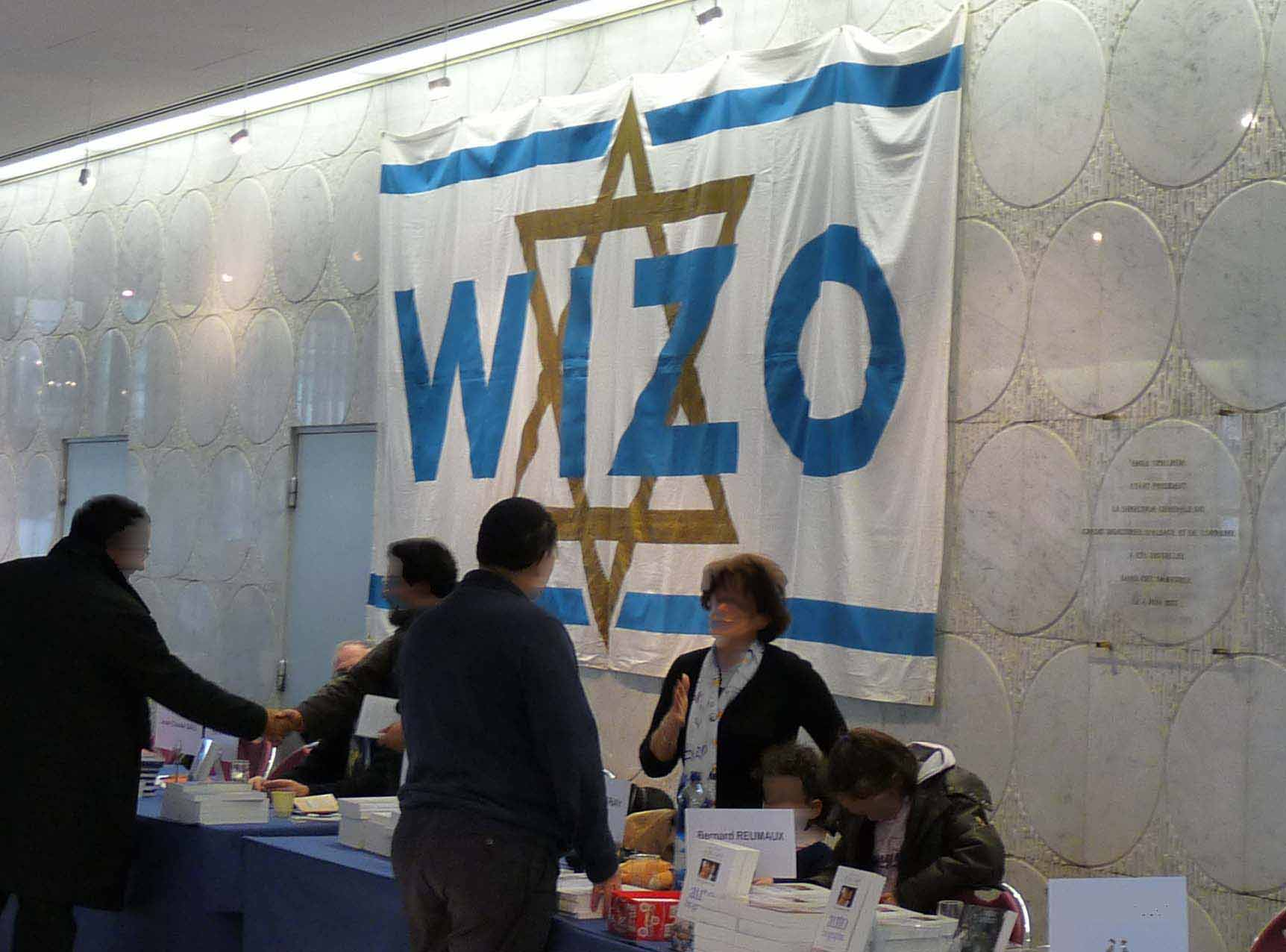
Feira do livro da WIZO em Estrasburgo, França, 2009

Atualmente, a WIZO administra 180 creches em Israel, cuidando de 14.000 crianças de mães trabalhadoras, novas imigrantes e famílias necessitadas. A organização também organiza acampamentos de verão, cursos para famílias monoparentais e estruturas terapêuticas para crianças retiradas de suas casas por ordem judicial.
A WIZO é agora a maior organização sionista feminina do mundo. Em 2008, 36 países membros enviaram delegados a Israel para celebrar o 88º aniversário da organização.
A atual presidente mundial da WIZO é Esther Mor, que substituiu Tova Ben-Dov, em 2016.